# 글렌 도만

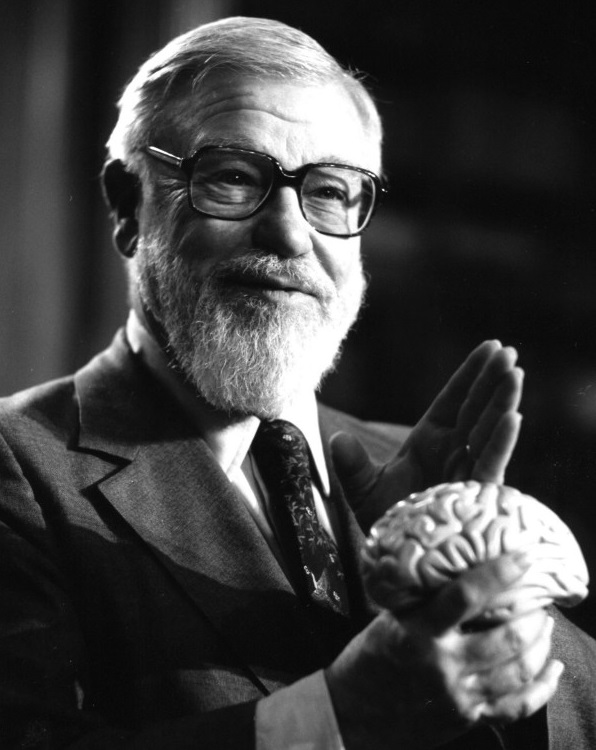

글렌 도만(Glenn Doman, 1919년 8월 26일~2013년)은 미국 필라델피아에 있는 인간능력개발연구소 소장이다.

## 생애
뇌 장애아 치료의 요법을 개발하였다. 1940년 펜실베니아 대학 물리요법과를 졸업 후 템플대학병원에서 페이 박사와 공동 연구 후 인간능력개발연구소를 창설하고 세계 각국에서 뇌장애아의 치료에 우수한 성과를 거두었다. 그는 뇌장애아의 치료과정에서 아기의 잠재능력이 굉장하다는 것을 발견하고, 플래시 메소드 기법을 이용한 읽기, 수학, 외국어 조기교육을 비롯하여, 운동, 음악 등 유아의 능력개발을 위한 고유의 프로그램을 만들었다.
그가 담당한 중중 뇌장애아는 걷지도 말하지도 못하는 상태였는데, 4살이 되기전 아이의 엄마가 사다준 알파벳책으로 글자를 외우다가 줄줄 읽게 되었고, 읽기 능력에 발달함에 따라 신체적 능력 역시 발전되어서 6세 무렵에는 걸을 수도 있게 되었다. 이에 글렌 도만은 뇌장애아도 유아기때부터 읽기를 가르치면 책 읽기가 가능한데 정상아는 어떻겠냐는 점에서 착안해 정상아의 뇌발달 과정에 심층적인 연구를 시작했다.
오랜 연구를 통해 그가 밝혀낸 사실은 다음과 같다.
- 아이는 2세부터 읽을 수 있다. 0세에 가까울수록 놀라운 언어적 능력이 존재한다.
- 아이는 학습에 대한 욕망이 매우 높다. 초등학교에 입학하기 전까지 아이는 엄청난 양의 지식을 습득한다.
- 아이에게 학습은 재밌는 놀이다. 하지만 어른들의 무지로 이 시기가 낭비되고 있다.
- 아이의 뇌발달 과정에 비춰 판단했을때, 학습에 결정적인 시기는 0세부터 6세까지이다.
- 습득 능력은 나이가 많을수록 낮아지고, 나이가 어릴수록 높아진다.
- 읽기는 뇌신경의 발달을 촉진시키며 읽기를 일찍 배워서 나쁜 점은 없다.

저서로는 <아기의 지능은 무한하다> <도트카드> 등이 있다.